# 吉川晴十
吉川 晴十（きっかわ はるじゅう、1885年8月6日 - 1952年6月5日）は、日本の冶金学者。

## 来歴
長野県諏訪郡玉川村（現・茅野市）に生まれる。諏訪郡立実科中学校（現・長野県諏訪清陵高等学校）を経て、1907年旧制第一高等学校卒業、1910年東京帝国大学工科大学採鉱冶金学科を卒業する。同年より呉海軍工廠付となる。
1911年にドイツに留学する。1914年にはイギリスに渡り、マンチェスター大学で研究員を務めた。
1915年、呉海軍工廠製鋼部造兵監督官に就任する。1922年に海軍造兵中佐となる。呉海軍工廠製鋼部長（1927年）を経て、1932年に海軍造兵少将に昇進した。
1933年に東京帝国大学教授に就任。
鋼の鍛造についての研究を専門とし、鍛造作業の呼称、鋼材の検査や表示方法についての提言もおこなった。
科学審議会委員、工業品規格統一調査会委員、特殊鋼製造技術委員、鉱工業総力発揮委員会委員、学術研究会議会員といった役職も務めた。

## 著書
- 『電気製鋼術』共立社、1933年

## 関連文献
- 諏訪海軍史刊行会（編）『海こそなけれ　諏訪海軍の航跡』諏訪海軍史刊行会、1994年